# SELF (企業)
SELF株式会社（セルフ）は、東京都新宿区に本社を置く企業。「ユーザーをより理解し、ユーザー目線の的確な提案を行う。」というコンセプトのもと、コミュニケーションエンジンの開発を手がける。